# Diadocidia sinica
Diadocidia sinica är en tvåvingeart som beskrevs av Wu 1995. Diadocidia sinica ingår i släktet Diadocidia och familjen slemrörsmyggor.
Artens utbredningsområde är Zhejiang (Kina). Inga underarter finns listade i Catalogue of Life.